# Apteryx haastii
El kiwi moteado mayor (Apteryx haastii) es una especie de ave estrutioniforme de la familia Apterygidae. Es la especie más grande del género Apteryx. Mide aproximadamente 45 cm y pesa unos 3,3 kg (los machos pesan aproximadamente 2,4 kg).
Tiene un plumaje gris amarronado con bandas más claras. La hembra pone solamente un huevo, e incuban tanto ésta como el macho.
Se estima que la población alcanza los 20.000 ejemplares, distribuidos alrededor de las zonas más montañosas del noroeste de Nelson, el norte de Costa Oeste y los Alpes Sureños, de Nueva Zelanda.